# Matteo di Guaro Allio
Matteo di Guaro Allio (1605–1670) fue un escultor del periodo Barroco en Italia, activo principalmente en Padua. Nacido en Scaria, en la Lombardía, es el autor de algunas de las esculturas de las pilastras laterales de la Capilla del arca en la Basílica de San Antonio de Padua. Trabajó allí junto a Girolamo Pironi. Allio fue el hermano de Tommaso Allio, también arquitecto y escultor en Padua.